# Scribonia

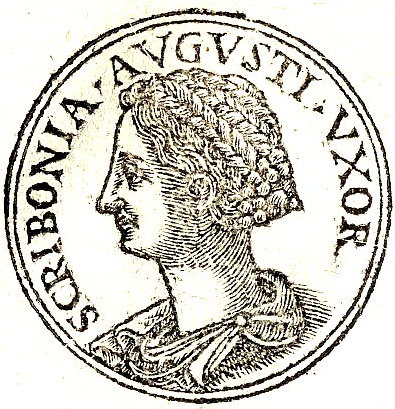
Scribonia-Medaille aus „Promptuarii iconum insigniorum“

Scribonia (* spätestens um 65 v. Chr.; † nach 16 n. Chr.) war die zweite Ehefrau Octavians, des späteren Augustus.

## Leben
Sie war Tochter des Lucius Scribonius Libo (vielleicht Prätor 80 v. Chr.) und einer Sentia. Laut Sueton war sie vor ihrer Ehe mit Octavian mit zwei Männern verheiratet gewesen, die es bis zum Konsulat gebracht hatten. Ihr erster Mann ist unbekannt. Nach seinem Tod war Scribonia mit einem Cornelius verheiratet, dessen Identität aber nicht ganz klar ist; vielleicht handelte es sich um Gnaeus Cornelius Lentulus Marcellinus (Konsul 56 v. Chr.), vielleicht um dessen Sohn, der vermutungsweise mit einem Suffektkonsul des Jahres 35 v. Chr. identifiziert wurde, von dessen Namen nur „Publius Cornelius“ bekannt ist. Scribonia hatte aus dieser Ehe einen Sohn namens Cornelius Marcell(inus), vielleicht Publius Cornelius Lentulus Marcellinus (Konsul 18 v. Chr.), und eine Tochter Cornelia, die Paullus Aemilius Lepidus (Konsul 34 v. Chr.) heiratete und in dem Jahr starb, in dem ihr Bruder das Konsulat bekleidete.
Octavian heiratete Scribonia, nachdem er sich von seiner ersten Frau Claudia, einer Stieftochter des Marcus Antonius, getrennt hatte, wohl im Jahr 40 v. Chr. (zwischen dem Perusinischen Krieg und dem Vertrag von Brundisium) aus politischen Gründen, um seine Beziehungen zu Sextus Pompeius zu verbessern. Scribonias Bruder Lucius Scribonius Libo (der spätere Konsul des Jahres 34 v. Chr.) war Schwiegervater und enger Vertrauter des Pompeius.
Scribonia wurde die Mutter Iulias, die Augustus’ einziges Kind bleiben sollte. Nur ein Jahr nach der Hochzeit, laut Sueton am Tag von Iulias Geburt, verstieß Octavian seine Frau und heiratete wenig später Livia Drusilla. Er warf Scribonia einen verdorbenen Lebenswandel vor. An anderer Stelle erwähnt dieselbe Quelle (Sueton) allerdings, der Grund für die Scheidung sei gewesen, dass Scribonia sich über den Einfluss einer Geliebten auf Octavian beschwert habe.
Als Iulia 2 v. Chr. von ihrem Vater in die Verbannung geschickt wurde, begleitete Scribonia ihre Tochter. Laut Seneca war sie bei der angeblichen Verschwörung ihres (Groß-)Neffen Marcus Scribonius Libo Drusus gegen Tiberius 16 n. Chr. noch am Leben.